# Tepexpan
Tepexpan ist eine Stadt im mexikanischen Bundesstaat México mit 102.667 Einwohnern (2010), die zum Municipio Acolman gehört.
Im Gebiet der im zentralmexikanischen Hochland gelegenen Stadt wurden im Jahre 1949 Mammutknochen zusammen mit Teilen eines menschlichen Skeletts gefunden.
Aufgrund der Stratigraphie hat man den Fund auf ein Alter von 11.000 Jahren datiert. Der Tepexpan-Mensch zählt so zu den ältesten Menschenfunden in Amerika.

## Söhne und Töchter der Stadt
- Gerardo Anaya y Diez de Bonilla (1881–1958), Bischof von San Luis Potosí
- José Gabriel Anaya y Diez de Bonilla (1895–1976), Bischof von Zamora